# Siphonogorgia purpurea
Siphonogorgia purpurea is een zachte koraalsoort uit de familie Nidaliidae. De koraalsoort komt uit het geslacht Siphonogorgia. Siphonogorgia purpurea werd in 1908 voor het eerst wetenschappelijk beschreven door Harrison. 